# Bosc de Seldasses
El Bosc de Seldasses és un bosc del terme municipal de Sant Quirze Safaja, de la comarca del Moianès.
Està situat al centre del terme, a l'esquerra del torrent de Seldasses i també a l'esquerra del Tenes, al nord-est de les Torres i al sud-oest del Pla dels Pinetons. Aquest bosc va ser en bona part arrasat per un gran incendi forestal.